# Цирк (альбом)
«Цирк» — девятнадцатый студийный альбом российской рок-группы «Алиса». Альбом вышел 19 сентября 2014 года. По словам Константина Кинчева, новый альбом выдержан в стиле «панк-рок».

## Предисловие
31 августа на официальном сайте группы было размещёно предисловие к будущему альбому. Автор — Елизавета Листова.

Всё, что битвами завоевано на поле,

Всё, что промитинговано на все лады,

В этом цирке отразим, как в капле

Воды.

В. Маяковский «Мистерия-Буфф»
Песни неверного времени. Неявные принципы, неясные убеждения, ложные цели, нечистая совесть, немодная честь. Чиновник — виновник, делец — подлец, герой — изгой, ничего постоянного. Законы городских джунглей бессмысленней законов Дарвина — не спасется никто. Стенка на стенку, район на район, социум на социум. «Чемпионат классовой борьбы» (это другая цирковая пьеса Маяковского), только в ней единство, но цель какова? Битва титанов, что драка коверных — свара свор, цирк.
Здесь только в ритмах — жизнь, в рифмах — смерть. «Откат» как «закат» — пьянит и чарует, Философские споры — разборки. Сорный слог драк, городское арго — всё это рок-н-ролл. Такая поэзия, цирк.
Арену жизни сузили в манеж, оставили себе только бег по кругу. Но мы не в кругу, мы в кольце. Как вырваться, куда? Головы вверх, смотрите под купол, там главными песнями альбома шагает канатоходец. Без лонжи, глядя в бездну, не по кругу — по прямой. И это тоже — цирк.

…То ли обрывки свежих газет, то ли намётки будущей летописи эти песни. Мы ещё не сладили с этим временем. Но на нём уже стоит печать: «Цирк» и подпись: «Алиса».

## История выхода альбома
19 августа 2014 года стало известно, что в альбом «Цирк» войдут 2 старые песни, известные большинству алисаманов, но не вошедшие в предыдущие студийные альбомы «Алисы». В дальнейшем оказалось, что это песни «Шанс» и «Такие дела хозяин».
7 сентября был опубликован список композиций будущего альбома.
За день до официального выхода пластинки, на сайте «Нашего радио» были представлены укороченные версии всех песен альбома.
19 сентября на концерте в Великом Новгороде группа представила альбом «Цирк». Начался концертный тур в поддержку нового альбома.

## Список композиций
Все тексты написаны Константином Кинчевым.
| №   | Название               | Музыка           | Длительность |
| --- | ---------------------- | ---------------- | ------------ |
| 1.  | «Цирк»                 | Парфёнов, Кинчев | 4:09         |
| 2.  | «Кайф и истерика»      | Парфёнов, Кинчев | 4:38         |
| 3.  | «Ток шок рок»          | Парфёнов, Кинчев | 3:39         |
| 4.  | «Такие дела, хозяин»   | Кинчев           | 3:28         |
| 5.  | «Охота»                | Парфёнов, Кинчев | 3:55         |
| 6.  | «Шанс»                 | Кинчев           | 7:28         |
| 7.  | «Шаги»                 | Парфёнов         | 3:24         |
| 8.  | «Засада»               | Кинчев           | 4:45         |
| 9.  | «Прыг-скок»            | Парфёнов, Кинчев | 3:09         |
| 10. | «Музыка»               | Парфёнов, Кинчев | 3:54         |
| 11. | «Гаси»                 | Кинчев           | 2:43         |
| 12. | «Когда окончится день» | Парфёнов, Кинчев | 6:18         |

- «Такие дела, хозяин» была написана в мае 1985 года и исполнялась на концертах группы в 1985—1986 годы в электрическом и акустическом вариантах. Акустические версии песни издавались на концертных альбомах «Акустика. Часть 2» и «Акустика. Часть 4», записанных в этот период. Раннюю электрическую версию композиции можно услышать на концертном бутлеге, записанном во время выступления «Алисы» на IV фестивале Ленинградского рок-клуба 30 мая 1986 года[7][8].
- «Шанс» написана 29 марта 1995 года и посвящена памяти гитариста «Алисы» Игоря Чумычкина, погибшего в 1993 году[9]. Песня крайне редко исполнялась на концертах «Алисы». Её планировалось включить в альбом «Сейчас позднее, чем ты думаешь» 2003 года, но затем от этой идеи отказались. Позже появлялась информация, что «Шанс» может быть выпущен на альбомах «Изгой» (2005) или «Стать Севера» (2007), но в них песня также не была включена.
- "Прыг - скок" была написана в 2012 году. Текст написал Константин Кинчев, музыку - он же, совместно с Дмитрием Парфёновым. В музыкальном плане представляет собой аллюзию на композицию группы Motorhead - Ace of Spades.

## Участники записи
Группа «Алиса»:
- Константин Кинчев — вокал
- Пётр Самойлов — бас-гитара, вокал
- Дмитрий Парфёнов — клавишные, вокал
- Евгений Лёвин — гитара
- Игорь Романов — гитара
- Андрей Вдовиченко — ударные

Приглашённые музыканты:
- Труба – Роман Парыгин (4)
- Саксофон – Григорий Зонтов (4)
- Тромбон – Владислав Александров (4)
- Голос – Люся «Тёща» Махова (10, 12)
- Петербургский Детский хор телевидения и радио (Дирижёр – Грибков Игорь) (12)

Записано на студии «КГ звук», Санкт-Петербург

Сведение — Jam на студии «BLACKSHEEP», Дюссельдорф

Мастеринг — Kay Blankenberg на студии «Skyline Tonfabrik», Дюссельдорф

Оформление — Владимир Цветков